# Popé
Popé (* 1630; † 1688) war der Führer und Organisator des Pueblo-Aufstands von 1680. Er gehörte zum Volk der San Juan-Pueblo-Indianer, die seit Jahrzehnten, genau so wie viele andere Pueblo-Völker im Tal des Rio Grande in New Mexico, unter der brutalen Unterdrückung der Spanier litten.

## Der Aufstieg
Im Jahre 1675 verbot Gouverneur Juan Francisco de Trevino alle heidnischen Rituale und die Benutzung bizarrer Zeremonienmasken, die indianische Götter verkörperten. Er ließ 47 Indianer in einem Pueblo festnehmen und warf ihnen vor, Hexerei betrieben zu haben. Vier von ihnen wurden beschuldigt, einen spanischen Mönch behext zu haben. Man erhängte sie daraufhin auf der Plaza von Santa Fe. Die übrigen wurden öffentlich ausgepeitscht und nach einer Gefängnisstrafe freigelassen. Falls sie wieder zu ihren bösen Praktiken zurückkehrten, wurden ihnen weitere drakonische Strafen angedroht. Unter ihnen befand sich ein indianischer Priester mittleren Alters namens Popé aus dem Pueblo Ohke, dem späteren San Juan. Popé hatte sich der Missionsarbeit der Mönche von Anfang an widersetzt.
Popé begann zuerst im eigenen und dann in benachbarten Pueblos, gleichgesinnte Indianer zu rekrutieren. Seine zündenden Reden trafen auf aufnahmebereite Ohren. Zu dieser Zeit waren schon Hunderte verhungert, weil eine scheinbar endlose Dürre die Felder hatte vertrocknen lassen. Die Vorratsspeicher waren leer und Überfälle der Apachen dezimierten die bereits kleinen Herden an Rindern, Schafen und Pferden. Dazu kamen die spanischen Forderungen nach Lebensmitteln und Arbeitskräften, zusammen mit der Unterdrückung der alten Stammesreligion, die zu steigender Unzufriedenheit und Verzweiflung führten. Nie zuvor waren die Pueblo-Indianer unter einem einzigen Führer vereint gewesen – jetzt aber begannen sie, sich unter Popées Führung gegen die Spanier zu verbünden.
Popé richtete sein Hauptquartier in einem Kiva in Taos Pueblo ein. Dort ließ er sich von einem schwarzen Riesen, einem entflohenen Sklaven aus Mexiko beraten, dem man magische Kräfte nachsagte. Popé plante einen gleichzeitigen Angriff auf alle weißen Siedlungen in der Provinz. Dazu waren lange, sorgfältige Vorbereitungen notwendig. Am 10. August 1680 begann der Aufstand, dem fast die Hälfte der spanischen Kolonisten samt ihren Haustieren zum Opfer fiel, aber auch die Indianer erlitten große Verluste. Nach elf Tagen fiel Santa Fe und die überlebenden Spanier durften unbehelligt abziehen. Sie erreichten im Oktober die Stadt El Paso an der Grenze zu Mexiko. Die vereinigten Pueblo-Indianer unter Popé hatten einen großen Sieg über die verhassten Spanier errungen.

## Der Niedergang
Spanien hatte in seiner fast 200 Jahre andauernden Anwesenheit in der Neuen Welt schon andere indianische Rebellionen erlebt, aber nie einen Ausbruch solcher Wut. Den Indianern aber nützte dieser Sieg wenig. Nachdem sie unter der spanischen Herrschaft gelitten hatten, mussten sie jetzt die Tyrannei eines der ihren ertragen. Popé, der Held des Aufstands, ernannte sich selbst zum Gouverneur aller Pueblos. Die traditionelle Autonomie und Unabhängigkeit war ausgelöscht. Alle wurden gezwungen, Gouverneur Popé in Form von Gütern und Dienstleistungen, wie es ihm die Spanier vorgemacht hatten, Tribut zu zahlen.
Er sorgte auch dafür, dass alle Spuren der spanischen Besatzung verschwanden. Noch intakte Kirchen und spanische Gebäude wurden zerstört, nur der Gouverneurspalast wurde verschont – hier wollte Popé selber residieren. Jeder, der getauft worden war, wurde mit Seifenkraut abgerieben, um das Stigma zu tilgen. Die Pferde, alle spanischer Herkunft, wurden entweder an die Apachen verkauft oder von diesen geraubt. Die Apachen benutzten die neu erworbenen Reittiere dazu, während Popés Herrschaft die Pueblos häufiger und gnadenloser als früher zu überfallen. Und obwohl die alten Götter in den Kivas wieder verehrt wurden, litt das Land weiterhin unter großer Dürre. Ein Pueblo nach dem anderen musste verlassen werden. Als Popé 1688 starb, war seine Herrschaft bereits stark geschwächt.

## Popé in Washington
Am 22. September 2005 wurde eine 3,5 Tonnen schwere Marmor-Skulptur von Popé als eine der beiden New Mexico vertretenden Figuren in der Statuary Hall Hall im Washingtoner Kapitol aufgestellt, als eine von insgesamt fünf indigenen Persönlichkeiten (neben den Shoshone Sacajawea und Washakie, sowie den Cherokee William Charles Rogers und Sequoyah). Die Wahl von Popé war in New Mexico erfolgte erst nach einem langen politischen Prozess, der von Kontroversen begleitet war, da sie im Widerspruch zu einer rassisch aufgeladenen hispanistischen Erinnerungskultur steht, in der die Pueblo-Revolte ausschließlich als Massaker, inklusive Viktimisierung der "weißen" Bevölkerung gedeutet wird. Das gewaltsame Element der Revolte mache Popé für die Wahl ungeeignet, so die Argumentation. Ironischerweise standen dieselben Kräfte hinter der Errichtung einer Reiterstatue des spanischen Eroberers Juan de Oñate im Jahr 1994, die 2020 gegen gewaltsamen Widerstand entfernt wurde und im Zusammenhang von deren geplanten Wiedererrichtung ein indigener Aktivist von einem militanten Trump-Anhänger angeschossen wurde.